# Żabka niwelacyjna

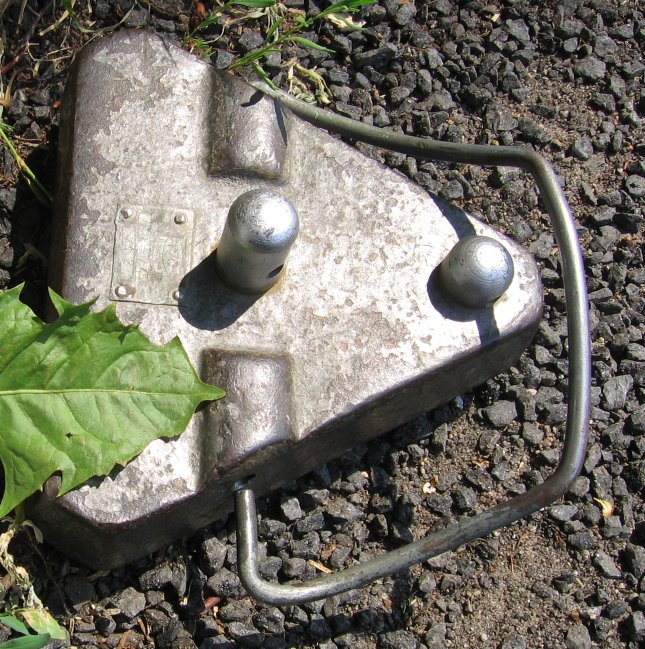
Żabka niwelacyjna

Żabka niwelacyjna – przyrząd geodezyjny, ciężka podstawka do łaty niwelacyjnej. Wykorzystuje się ją podczas niwelacji na pikietach na nieutwardzonym gruncie, szczególnie podczas pomiarów wymagających kilkukrotnego odczytu (i tym samym kilkukrotnego ustawiania łaty) na tym samym punkcie.
Żabka wykonywana jest najczęściej jako odlew z żeliwa, w kształcie trójkątnym lub okrągłym. Od spodu ma trzy łapy albo zęby, którymi wbija się w podłoże, po stronie górnej zaś jeden lub dwa bolce o półkulistym zakończeniu. Dzięki szerokiej podstawie żabka daje pewne oparcie, chroniąc łatę przed zapadaniem się w miękkim podłożu (np. piach, trawa), zaś stosunkowo duża masa (2,6 – 3 kg) oraz ostre łapy chronią przed przypadkowym przesunięciem żabki pomiędzy kolejnymi odczytami w czasie trwania pomiaru.
Drugi bolec czasami wykorzystuje się do wykonania pomiaru kontrolnego: zamiast zmieniać wysokość niwelatora i ponownie go poziomować obserwator daje pomiarowym sygnał, by przestawili łaty na drugi bolec. Sposób ten przyspiesza pracę, może jednak być też dodatkowym źródłem błędów w razie pomyłki pomiarowego. Dlatego niektórzy geodeci usuwają dodatkowy bolec z żabek (co producenci im umożliwiają stosując bolce wykręcane).